# Lizard Point

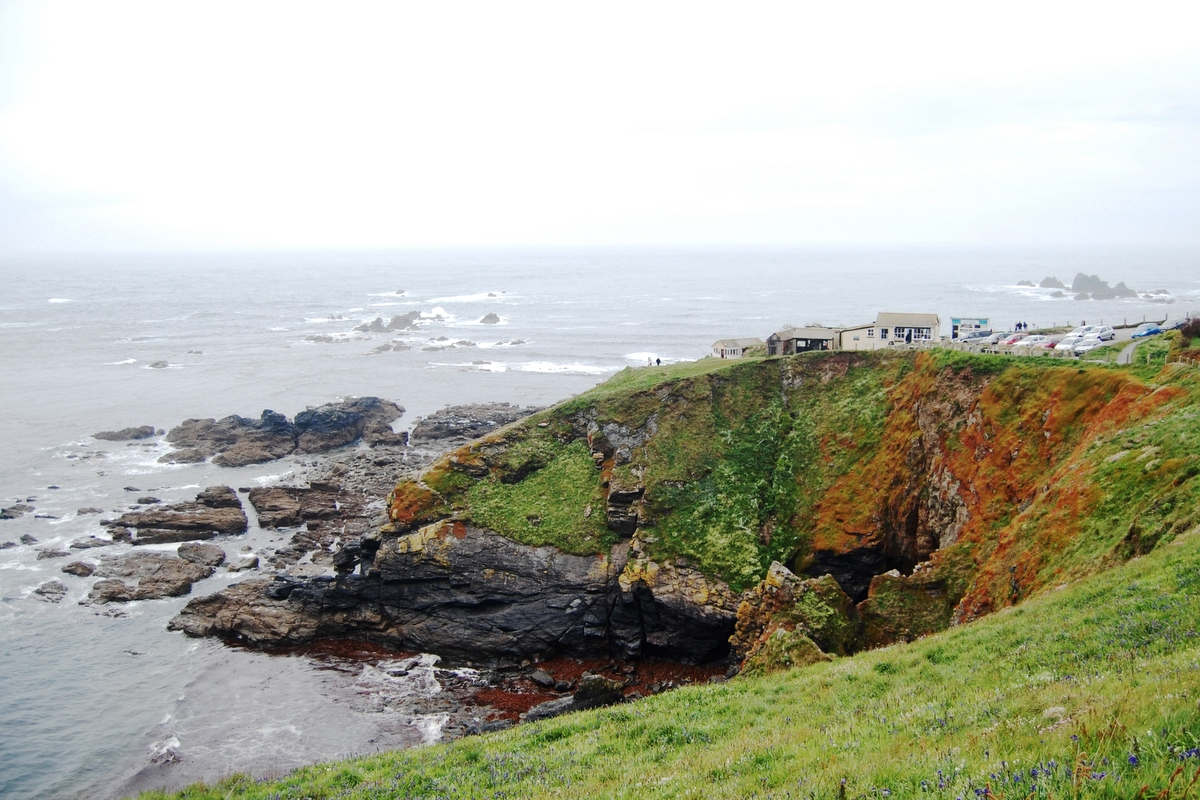
Mys Lizard Point

Lizard Point (kornsky an Lysardh) ležící v Cornwallu v jihozápadní Anglii je jižním výběžkem poloostrova Lizard Peninsula. Zeměpisnou šířkou 49°57’30’’ to nejjižnější bod ostrova Velká Británie a s výjimkou souostroví Scilly nejjižnější místo Anglie a tím i Spojeného království.
Lizard Point je notoricky známým rizikovým místem námořní plavby, proto zde stojí maják s návštěvnickým centrem a nedaleko mysu je základna člunů námořní záchranné služby.

## Historie
29. července 1588 byla z Lizard Pointu poprvé zpozorována španělská Gran Armada.
21. října 1707 se zde odehrála jedna z bitev války o dědictví španělské mezi britským a francouzským loďstvem.
17. března 1907 britská zaoceánská loď Suevic o výtlaku 12 000 BRT ztroskotala na útesu nedaleko Lizard Point. Dobrovolníci ze záchranné služby zachránili za husté mlhy všech 456 pasažérů.
V roce 1962 ztroskotala u Lizard Point britská loď Ardgarry; všech 12 námořníků zmizelo ve vlnách. Roku 2002 při potopení francouzské rybářské lodi Bugaled Breizh zahynulo pět námořníků. Vyskytly se spekulace, že loď byla stažena ke dnu ponorkou, která zachytila její sítě při námořním cvičení.